# Sindacato dei sogni
Sindacato dei sogni è il nono album in studio del gruppo musicale italiano Tre Allegri Ragazzi Morti, pubblicato il 25 gennaio 2019 da La Tempesta Dischi.

## Tracce
Testi e musiche di Tre Allegri Ragazzi Morti.
1. Caramella – 4:06
2. Calamita – 3:22
3. C'era un ragazzo che come me non assomigliava a nessuno – 4:36
4. AAA cercasi – 4:10
5. Accovacciata gigante – 5:25 (testo: Davide Toffolo; Mattia Cominotto)
6. Bengala – 3:40
7. Mi capirai (solo da morto) – 5:12
8. Difendere i mostri dalle persone – 3:37 (testo: Mattia Cominotto)
9. Non ci provare – 3:01
10. Una ceramica italiana persa in California – 12:03

## Classifiche
| Classifica | Posizione massima |
| Italia     | 79                |

## Formazione
Gruppo
- Davide Toffolo – voce, chitarra
- Enrico Molteni – basso, cori
- Luca Masseroni – batteria, cori

Altri musicisti
- Ruben Gardella - flauto traverso
- Matt Bordin – chitarra, synth, armonica
- Andrea Maglia – chitarra
- Adriano Viterbini – chitarra
- Nicola Manzan – fender rhodes
- Francesco Bearzatti – sassofono
- Davide Rossi – direzione d'archi